# Шубарколь (озеро)
Шубарколь (каз. Шұбаркөл) — пресное озеро в Карабалыкском районе Костанайской области Казахстана. Находится примерно в 6 км к юго-востоку от села Новотроицкое.
Площадь поверхности озера составляет 15 км². Наибольшая длина озера — 4,8 км, наибольшая ширина — 4,4 км. Длина береговой линии составляет 14,5 км. Озеро расположено на высоте 202 м над уровнем моря. Из озера вытекает река Кайрак.